# Unexpect
Unexpect, aussi stylisé uneXpect ou unexpecT, est un groupe de metal avant-gardiste canadien, originaire de Montréal, au Québec. Le groupe est formé en 1996 et dissous en 2015.

## Biographie

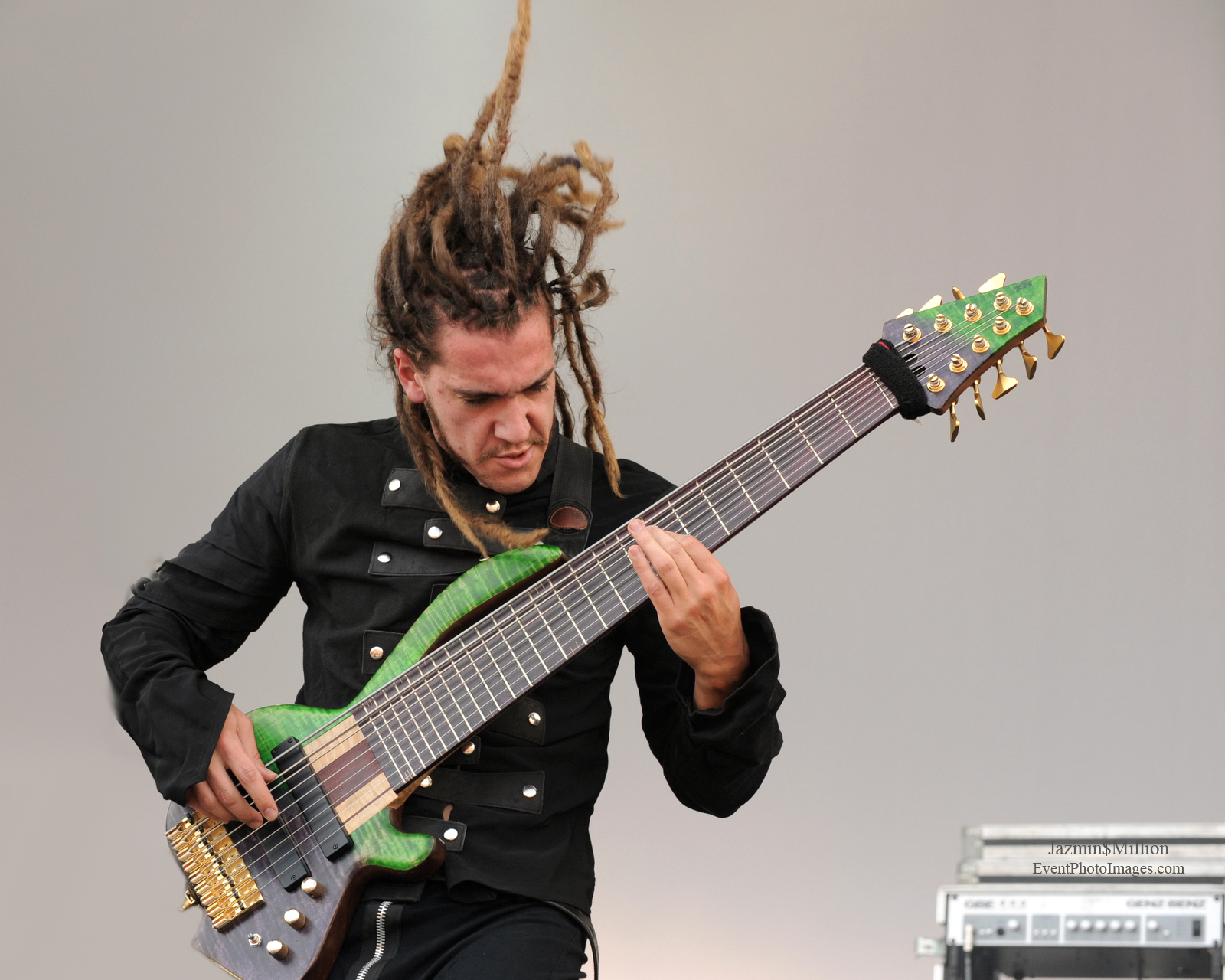
ChaotH d'Unexpect.

Unexpect est formé en 1996 à Montréal, au Québec. Durant l'existence du groupe, les membres changent constamment, et seuls deux membres originels étaient encore présents jusqu'à la fin, soit Artagoth et SyriaK. Au commencement de l'année 1998, le groupe recrute le claviériste Merzenya et le violiniste Le Bateleur afin d'ajouter plus de texture. Plus tard, ils sont rejoints par la chanteuse Elda. Avec cette formation, Unexpect entre en studio et enregistre son premier album autofinancé, intitulé Utopia. L'album est indépendamment lancé en 1999 et est très bien accueilli par la presse spécialisée,, grâce au bouche-à-oreille et au support d'Internet.
Le guitariste Syriak freine ses activités avec Unexpect en 2000 pour se joindre au groupe de black metal symphonique montréalais Magister Dixit. En 2001, Unexpect effectue un changement drastique de formation avec le départ d'Elda, Merzenya et du membre fondateur Zircon. À cette période, Lunorin annonce changer de nom pour ExoD, et devient le claviériste du groupe. Le basse de Zircon est reprise par ChaotH et Leïlindel endosse le rôle de chanteuse. Ce n'est qu'à partir de 2003 qu'ils trouvent un batteur permanent, Landryx. Avec cette nouvelle formation, Unexpect enregistre l'EP We, Invaders, aux côtés du producteur Yannick St-Amand, publié en novembre 2003 en Amérique du Nord au label canadien Galy Records. Il comprend une nouvelle version de la chanson In Velvet Coffins We Sleep, qui est à l'origine issue de leur premier album, Utopia.
En mai 2004, le groupe signe un contrat avec le label The End Records. Un nouvel album, In a Flesh Aquarium, est enregistré au Studio Hertzquake de Laval, au Québec. En été 2005, le groupe se lance dans plusieurs dates de tournée canadienne, puis participe en octobre au festival Day of the Equinox à Toronto avec Green Carnation, Agalloch et November's Doom. Le groupe s'associe à Augury pour une tournée canadienne en avril 2006. En 2007, le groupe remporte la 7e édition des Independent Music Awards dans la catégorie « meilleur album rock/metal » pour In a Flesh Aquarium. 
Après quelques mois de silence, le groupe annonce en janvier 2009, la fin de pré-production de leur prochain album. Unexpect publie son troisième album, Fables of the Sleepless Empire, le 31 mai 2011. Après trois ans d'inactivité, le groupe annonce sa séparation le 22 août 2015,.

## Style musical
Au début de la formation, le groupe joue essentiellement du metal extrême à tendance black et thrash. Depuis We, Invaders, et surtout In a Flesh Aquarium, la formation montréalaise intègre des éléments de musique death metal, de metal progressif, de heavy metal mélodique, de la musique classique, d'opéra, de musique médiévale, de musique tzigane, d'electro, d'ambient, de musique bruitiste, de musique de cirque et de free jazz. Cette transformation est due à la multitude de musiciens de divers horizons qui ont apporté leurs influences au groupe.

## Membres

### Derniers membres
- syriaK - guitare, chant (1996-2015)[1]
- Artagoth - guitare, chant (1996-2015)[1]
- ChaotH - basse (9 cordes) (2001-2015)[1]
- Leïlindel - chant (2001-2015)[1]
- Landryx - batterie (2004-2015)[1]
- Blaise Borboen-Leonard - violon (2007-2015)[1]

### Anciens membres
- Zircon - basse (4 cordes) (1996-2001)[1]
- Le bateleur - violon (1996-1997)[1]
- Merzenya - clavier (1997-2001)[1]
- ExoD (anciennement Lunorin) - batterie, clavier (1996-2011)[1]
- Elda - chant (1997-2001)[1]
- Antony Trujillo - batterie (2002)[1]
- Dasnos - batterie (2003)[1]

## Discographie
- 1999 : Utopia
- 2003 : We, Invaders
- 2006 : In a Flesh Aquarium
- 2011 : Fables of the Sleepless Empire